# Serhij Siminin
Serhij Fedorowycz Siminin, ukr. Сергій Федорович Сімінін (ur. 9 października 1987 w Prymorskim, w obwodzie krymskim) – ukraiński piłkarz, grający na pozycji obrońcy.

## Kariera piłkarska

### Kariera klubowa
Wychowanek ŁWUFK Ługańsk, barwy którego bronił w juniorskich mistrzostwach Ukrainy (DJuFL). Latem 2006 rozpoczął karierę piłkarską w składzie rezerwowym Zorii Ługańsk. W sezonie 2007/2008 został wypożyczony do Wołyni Łuck, po czym powrócił do Zorii. 1 listopada 2008 debiutował w jej składzie w Premier-lidze. Zimą 2009 przeszedł do Heliosu Charków. W czerwcu 2009 ponownie wrócił do Zorii, a już 31 lipca 2009 podpisał kontrakt z Wołynią Łuck. 25 lutego 2015 przeszedł do Worskły Połtawa. 21 grudnia 2016 opuścił połtawski klub. 22 lutego podpisał kontrakt z FK Ołeksandrija. 20 czerwca 2017 za obopólną zgodą kontrakt został anulowany, a 25 czerwca podpisał nowy kontrakt z Weresem Równe. 19 lipca 2018 wrócił do Wołyni.

## Sukcesy i odznaczenia

### Sukcesy klubowe
- wicemistrz Pierwszej Lihi Ukrainy: 2010